# Каннский кинофестиваль 1969
22-й Каннский кинофестиваль прошёл с 8 по 23 мая 1969 года.

## Жюри
- Лукино Висконти, кинорежиссёр — председатель
- Чингиз Айматов
- Мари Белл[англ.]
- Ярослав Бочек[чеш.]
- Велько Булайич
- Стэнли Доден
- Ежи Глюксман
- Робер Кантье
- Сэм Шпигель
- Шарль Дюванель
- Михай Георгиу
- Клод Суле

## Фильмы — участники фестиваля
| Победители выделены отдельным цветом. |

### Конкурсная программа
| Название                             | Оригинальное название                        | Режиссёр                | Страна         |
| ------------------------------------ | -------------------------------------------- | ----------------------- | -------------- |
| Одален 31                            | Ådalen 31                                    | Бу Видерберг            | Швеция         |
| Свидание                             | The Appointment                              | Сидни Люмет             | США            |
| Скоро будет конец света              | Bice skoro propast sveta                     | Александр Петрович      | Югославия      |
| Калькутта                            | Calcutta                                     | Луи Маль                | Франция        |
| Диллинджер мёртв                     | Dillinger è morto                            | Марко Феррери           | Италия         |
| Seuls les enfants étaient présents   | Seuls les enfants étaient présents           | Джордж Кацендер         | Франция        |
| Дракон зла против святого воителя    | O Dragão da Maldade contra o Santo Guerreiro | Глаубер Роша            | Бразилия       |
| Беспечный ездок                      | Easy Rider                                   | Деннис Хоппер           | США            |
| Испания ещё раз                      | España otra vez                              | Хайме Камино            | Испания        |
| Конец священника                     | Farářův konec                                | Эвальд Шорм             | Чехословакия   |
| Флэшбэк                              | Flashback                                    | Раффаэле Андреасси      | Италия         |
| Большая любовь                       | Le Grand Amour                               | Пьер Этекс              | Франция        |
| Если....                             | If....                                       | Линдсей Андерсон        | Великобритания |
| Неприкасаемые                        | Gli intoccabili                              | Джулиано Монтальдо      | Италия         |
| Айседора                             | Isadora                                      | Карел Рейш              | Великобритания |
| Ночь у Мод                           | Ma nuit chez Maud                            | Эрик Ромер              | Франция        |
| Человек, который думал жизнь         | Manden der tænkte ting                       | Енс Равн                | Дания          |
| Блокада                              | מצור                                         | Джильберто Тофано       | Израиль        |
| Приходи как-нибудь вечером поужинать | Metti una sera a cena                        | Джузеппе Патрони Гриффи | Италия         |
| Михаэль Кольхаас — бунтарь           | Michael Kohlhaas – der Rebell                | Фолькер Шлёндорф        | ФРГ            |
| Гимн уставшему человеку              | Nihon no seishun                             | Масаки Кобаяси          | Япония         |
| Охота на мух                         | Polowanie na muchy                           | Анджей Вайда            | Польша         |
| Расцвет мисс Джин Броди              | The Prime of Miss Jean Brodie                | Рональд Ним             | Великобритания |
| Рабы                                 | Slaves                                       | Герберт Биберман        | США            |
| Все добрые земляки                   | Všichni dobří rodáci                         | Ясны Войтех             | Чехословакия   |
| Дзета                                | Z                                            | Коста-Гаврас            | Франция        |

### Картины вне конкурса
| Название                          | Оригинальное название                | Режиссёр                       | Страна       |
| --------------------------------- | ------------------------------------ | ------------------------------ | ------------ |
| Андрей Рублёв                     | Андрей Рублёв                        | Андрей Тарковский              | СССР         |
| Замёрзшие молнии                  | Die gefrorenen Blitze                | Янош Вейци                     | ГДР          |
| Артур Рубинштейн – Любовь к жизни | L'amour de la vie - Artur Rubinstein | Жерар Патри, Франсуа Рейшенбах | Франция      |
| Дезертиры и странники             | Zbehovia a pútnici                   | Юрай Якубиско                  | Чехословакия |
| Милая Чарити                      | Sweet Charity                        | Боб Фосс                       | США          |
| Тот холодный день в парке         | That Cold Day in the Park            | Роберт Олтман                  | США          |